# Borkhar-o-Meymeh (Verwaltungsbezirk)
Borkhar-o-Meymeh (persisch شهرستان برخوار) ist ein Schahrestan in der Provinz Isfahan im Iran. Er enthält die Stadt Dowlatabad, welche die Hauptstadt des Verwaltungsbezirks ist. Der Bezirk hat sieben Städte: Habibabad, Khvorzuq, Dastgerd, Dowlatabad, Schapurabad, Komeschcheh und Sin.

## Demografie
Bei der Volkszählung 2016 betrug die Einwohnerzahl des Schahrestan 122.419. Die Alphabetisierung lag bei 87 Prozent der Bevölkerung. Knapp 93 Prozent der Bevölkerung lebten in urbanen Regionen.
| Zensusjahr | Einwohnerzahl |
| ---------- | ------------- |
| 2011       | 108.933       |
| 2016       | 122.419       |